# Nicola Fuchs-Schündeln
Nicola Fuchs-Schündeln (* 1972 in Essen) ist eine deutsche Wirtschaftswissenschaftlerin. Sie lehrt an der Goethe-Universität Frankfurt am Main und war 2015/2016 Gastprofessorin an der Stanford University. Seit September 2024 ist sie Leiterin des Wissenschaftszentrums Berlin für Sozialforschung (WZB).

## Leben
Nicola Fuchs-Schündeln studierte Volkswirtschaftslehre und Lateinamerikastudien an der Universität zu Köln und Wirtschaftswissenschaften an der Yale University. Dort wurde sie 2004 mit der Arbeit „Aggregate Implications of Household Savings Behavior: Theoretical Analyses with Empirical Evidence from the German Reunification ‚Experiment‘“ zum Ph.D. promoviert.
Ab 2004 war sie Assistenzprofessorin an der Harvard University. 2009 wurde sie an die Goethe-Universität Frankfurt am Main berufen auf die Professur für Makroökonomie und Entwicklung im Exzellenzcluster „Die Herausbildung normativer Ordnungen“. 2010 wurde sie Research Fellow am Institute for the Study of Labor (IZA) in Bonn. 2015/2016 lehrte sie an der Stanford University.
Seit September 2024 ist Nicola Fuchs-Schündeln als Nachfolgerin von Jutta Allmendinger Präsidentin des Wissenschaftszentrums Berlin für Sozialforschung (WZB). Gleichzeitig bleibt sie Professorin an der Goethe-Universität Frankfurt am Main.
Nicola Fuchs-Schündeln ist mit Matthias Schündeln verheiratet.

## Wirken
Nicola Fuchs-Schündelns Forschungsschwerpunkte liegen zum einen in der Analyse des Spar-, Konsum- und Arbeitsmarktverhaltens privater Haushalte.
Sie widmet sich aber auch einem relativ neuen Gebiet der Ökonomie, der Endogenität von Präferenzen. Während die klassische Ökonomie Präferenzen von Menschen als gegeben voraussetzt, wird in diesem Forschungsfeld untersucht, welchen Einfluss das politische und wirtschaftliche System auf die Präferenzen von Menschen hat. Hier wies Nicola Fuchs-Schündeln nach, dass die Demokratie nicht grundsätzlich attraktiv ist, sondern dass Menschen sich an Staatsformen gewöhnen und die Staatsform, in der sie leben, umso stärker befürworten, je länger sie in ihr leben.
Außerdem beschäftigte sie sich mit den ökonomischen Folgen der deutschen Wiedervereinigung und den Transformationsprozessen in Ostdeutschland. Hier arbeitete sie eng mit Alberto Alesina zusammen.
Ihre derzeitigen Untersuchungen der Frage, warum Amerikaner so viel mehr Arbeitsstunden leisten als Europäer, zeigen, dass die unterschiedlichen Steuersysteme eine große Rolle spielen. So führt etwa das deutsche Ehegattensplitting dazu, dass Frauen nicht so stark für die Berufstätigkeit motiviert werden wie in den USA.
Im April 2025 gehörte Fuchs-Schündeln zu einer Gruppe führender Wissenschaftlerinnen und Wissenschaftler aus Deutschland, die ein Aufnahmeprogramm namens Meitner-Einstein-Programm für US-Forscher vorgeschlagen haben. Unter dem Motto „Hundert kluge Köpfe für Deutschland“ solle ein Anwerbeprogramm Spitzenpersonal anlocken und so den Wissenschaftsstandort und die Innovationskraft in Deutschland stärken. Das Programm ist benannt nach Lise Meitner und Albert Einstein, die in den 1930er Jahren selbst vor Repression fliehen mussten.

## Mitgliedschaften und Auszeichnungen (Auswahl)
Nicola Fuchs-Schündeln ist seit 2011 Mitglied im Wissenschaftlichen Beirat des Bundesministeriums der Finanzen. Von 2011 bis 2014 gehörte sie dem Institut für Weltwirtschaft in Kiel und dem Rheinisch-Westfälischen Institut für Wirtschaftsforschung an.
Für ihre Untersuchung „The Response of Household Saving to the Large Shock of German Unification“ (in: American Economic Review, 2008) wurde sie 2008 mit dem SOEP-Preis ausgezeichnet, der für die beste wissenschaftliche Arbeit auf Grundlage des Sozio-oekonomischen Panels vergeben wird. 2010 erhielt Fuchs-Schündeln einen ERC Starting Grant des Europäischen Forschungsrats (ERC) für das Projekt „The Role of Preferences and Institutions in Economic Transitions“.
2016 wurde sie mit dem Gossen-Preis des Vereins für Socialpolitik geehrt.
Im Jahr 2018 wurde Nicola Fuchs-Schündeln ein Gottfried-Wilhelm-Leibniz-Preis zugesprochen.
Von 2019 bis 2020 war Fuchs-Schündeln Vorsitzende des Vereins für Socialpolitik.
Im Jahr 2021 wurde Nicola Fuchs-Schündeln in der Sektion Ökonomik und Empirische Sozialwissenschaften als Mitglied in die Nationale Akademie der Wissenschaften Leopoldina aufgenommen, 2022 als korrespondierendes Mitglied in die Bayerische Akademie der Wissenschaften.
2023 erhielt sie den Carus-Preis der Leopoldina.

## Schriften
- The Response of Household Saving to the Large Shock of German Reunification (Die Antwort des Haushaltssparens auf den großen Schock der deutschen Wiedervereinigung). In: American Economic Review, 98, 5, 2008.
- Who Stays, Who Goes, Who Returns? East-West Migration within Germany since Reunification. (Wer bleibt, wer geht, wer kehrt zurück? Ost-westliche Migration in Deutschland seit der Wiedervereinigung) (mit Matthias Schündeln) In: Economics of Transition. 17, 3, 2009.
- Good Bye Lenin (Or Not?): The Effect of Communism on People's Preferences (mit Alberto Alesina), American Economic Review, 97(4), 2007